# Gesnerioideae
Gesnerioideae Link, 1829] è una sottofamiglia di piante angiosperme appartenenti alla famiglia Gesneriaceae (ordine delle Lamiales).

## Etimologia
Il nome della sottofamiglia deriva dal nome del suo genere più importante (Gesneria L., 1753), il cui nome a sua volta è stato dato da Charles Plumier (Marsiglia, 20 aprile 1646 – Cadice, 20 novembre 1704), botanico francese appartenente all'ordine dei frati minimi, in ricordo di Conrad Gessner  (Zurigo, 26 marzo 1516 – Zurigo, 13 dicembre 1565), naturalista, teologo e bibliografo svizzero, famoso soprattutto per essere stato il primo botanico che abbia formulato il concetto basale di "genere" per la tassonomia botanica.
Il nome scientifico è stato definito per la prima volta dal biologo, botanico e naturalista tedesco Johann Heinrich Friedrich Link (Hildesheim, 2 febbraio 1767 – Berlino, 1º gennaio 1851) nella pubblicazione "Handbuch zur Erkennung der Nutzbarsten und am Haufigsten Vorkommenden Gewächse. Berlin - 1: 505. Jan-Aug 1829." del 1829.

## Descrizione

### Portamento
Il portamento delle specie di questa sottofamiglia è formato da erbe perenni, subarbusti, arbusti, piccoli alberi, vigne, rampicanti ed epifite. Gli embrioni sono del tipo "isocotiledoni"  (le due foglioline iniziali dello sviluppo della pianta sono uguali).

### Foglie
Le foglie lungo il caule sono disposte in modo opposto oppure formano dei verticilli, meno frequentemente sono disposte in modo alternato. Gli stomi sulla superficie delle foglie sono raccolti a gruppi o dispersi irregolarmente.

### Infiorescenze
Le infiorescenze sono ascellari del tipo cimoso formate da coppie di fiori oppure da fiori singoli, ma anche da molti fiori. I fiori possono essere peduncolati oppure sessili. Le infiorescenze possono essere provviste di bratteole.

### Fiori
I fiori sono ermafroditi, zigomorfi (raramente sono attinomorfi) e tetraciclici (ossia formati da 4 verticilli: calice– corolla – androceo – gineceo) e più o meno pentameri (ogni verticillo ha 5 elementi).
- Formula fiorale:

* K (5), [C (2 + 3), A (2 + 2 + 1)], G (2), supero/infero, capsula/bacca.
- Il calice, gamosepalo (i sepali sono connati alla base), è composto da 5 denti.

- La corolla, gamopetala, è composta da 5 petali connati con forme allungate, urceolate (rigonfie) o tubulari. L'apice può essere bilabiato, mentre la base spesso è dilatata o gibbosa.

- L'androceo è formato da 4 stami didinami e adnati alla base della corolla (sotto il labbro superiore); raramente gli stami possono essere 5 o 2. In genere sono presenti anche staminoidi. Le antere sono coerenti a coppie o libere o tutte riunite. Il nettario ha delle forme ad anello oppure è distintamente lobato formato da 2 a 5 ghiandole separate e libere dall'ovario; raramente è ridotto o non funzionale o completamente mancante. In genere gli stami sono inclusi nella corolla (non sporgenti).

- Il gineceo ha un ovario infero (o semi-infero), bicarpellare e uniloculare (raramente è biloculare) con forme ovoidi. In sezione trasversale la placenta ha delle forme triangolari. Lo stilo è unico con stigma bifido.

### Frutti
I frutti sono delle capsule secche o carnose con deiscenza loculicida, oppure loculicida più setticida attraverso 2 o 4 valve. I semi sono numerosi. Sono presenti anche bacche indeiscenti. I semi sono privi di ornamentazione superficiale.

## Biologia
La riproduzione di queste specie avviene fondamentalmente tramite l'impollinazione dei fiori ad opera degli insetti (impollinazione entomogama).
I semi cadendo a terra (dopo aver eventualmente percorso alcuni metri a causa del vento - dispersione anemocora) sono dispersi soprattutto da insetti tipo formiche (mirmecoria).

## Distribuzione e habitat
Le specie di questa sottofamiglia sono native dei neotropici e sono distribuite soprattutto dall'America centrale a quella meridionale. Una sola specie (Titanotrichum oldhamii) si trova in Asia orientale. 
L'habitat è quello tipico tropicale o subtropicale.

## Tassonomia
La famiglia Gesneriaceae comprende 152 generi con circa 3500 specie, distribuite soprattutto nell'area tropicale e subtropicale tra il Vecchio e Nuovo Mondo La famiglia è suddivisa in tre sottofamiglie. Gesnerioideae è una di queste.

### Composizione della sottofamiglia
La sottofamiglia comprende 5 tribù, 73 generi e circa 1500 specie:
- Tribù Beslerieae Bartl., 1830 - Distribuzione: America (centrale e meridionale) (9 generi, circa 260 specie)

- Anetanthus Hiern ex Benth. & Hook.f., 1876 (3 specie)
- Besleria L., 1753 (176 spp.)
- Cremosperma Benth., 1846 (26 spp.)
- Cremospermopsis L.E.Skog & L.P.Kvist (3 spp.)
- Gasteranthus Benth., 1846 (39 spp.)
- Reldia Wiehler, 1989 (6 spp.)
- Resia H.E. Moore, 1962 (4 spp.)
- Shuaria D.A.Neill & J.L.Clark (1 sp.)
- Tylopsacas Leeuwenb., 1960 (1 sp.)

- Tribù Coronanthereae Fritsch, 1893 - Distribuzione: America (meridionale), Australia e isole del Pacifico (9 generi, 20 specie)

- Asteranthera Hanst., 1854 (1 sp.)
- Coronanthera C.B. Clarke, 1883 (11 spp.)
- Depanthus S. Moore, 1921 (2 spp.)
- Fieldia Cunn., 1825 (1 sp.)
- Lenbrassia G.W. Gillett, 1974 (1 sp.)
- Mitraria Cav., 1801 (1 sp.)
- Negria F. Muell., 1871 (1 sp.)
- Rhabdothamnus Cunn., 1838 (1 sp.)
- Sarmienta Ruiz & Pav., 1794 (1 sp.)

- Tribù Gesnerieae Dumort., 1829 - Distribuzione: Caraibi (5 sottotribù, 55 generi, circa 900 specie)
  - Sottotribù Columneinae - Distribuzione: dal Messico al Sud America (zone tropicali) (26 generi, oltre 500 specie)

- Alloplectus Mart., 1829 (7 spp.)
- Alsobia Hanst., 1854 (6 spp.)
- Centrosolenia Benth., 1846 (13 spp.)
- Christopheria J.F.Sm. & J.L.Clark, 2013 (1 sp.)
- Chrysothemis Decne, 1849 (9 spp.)
- Codonanthe (Mart.) Hanst., 1854 (9 spp.)
- Codonanthopsis Mansf., 1934 (13 spp.)
- Columnea Plum. ex L., 1753 (218 spp.)
- Corytoplectus Oerst., 1858 (12 spp.)
- Crantzia Scop., 1777 (2 spp.)
- Cremersia Feuillet & L.E.Skog, 2003 (1 sp.)
- Drymonia Mart., 1829 (85 spp.)
- Episcia Mart., 1829 (9 spp.)
- Glossoloma Hanst., 1854 (30 spp.)
- Lampadaria Feuillet & L.E.Skog, 2003 (1 sp.)
- Lembocarpus Leeuwenb, 1958 (1 sp.)
- Lesia J.L.Clark & J.F.Sm., 2013 (2 spp.)
- Nautilocalyx Hanst., 1854 (41 spp.)
- Nematanthus Schrad., 1821 (32 spp.)
- Neomortonia Wiehler, 1975 (1 sp.)
- Pachycaulos J.L.Clark & J.F.Sm., 2013 (2 spp.)
- Pagothyra (Leeuwenb.) J.F.Sm. & J.L.Clark, 2013 (1 sp.)
- Paradrymonia Hanst., 1854 (11 spp.)
- Rhoogeton Leeuwenb, 1958 (2 spp.)
- Rufodorsia Wiehler, 1975 (5 spp.)
- Trichodrymonia Oerst., 1858 (29 spp.)

- Sottotribù Gesneriinae - Distribuzione: Caraibi (4 generi, 88 specie)

- Bellonia L., 1753 (2 spp.)
- Gesneria L., 1753 (62 spp.)
- Pheidonocarpa L.E.Skog, 1976 (1 sp.)
- Rhytidophyllum Mart., 1829 (23 spp.)

- Sottotribù Gloxiniinae - Distribuzione: dal Messico all'Argentina (21 generi, oltre 200 specie)

- Achimenes P.Browne, 1756 (24 spp.)
- Amalophyllon Brandegee, 1914 (14 spp.)
- Chautemsia A.O.Araujo & V.C.Souza, 2010 (1 sp.)
- Diastema Benth., 1845 (20 spp.)
- Eucodonia Hanst., 1854 (2 spp.)
- Gloxinella (H.E.Moore) Roalson & Boggan, 2005 (1 sp.)
- Gloxinia L'Hér., 1789 (5 spp.)
- Gloxiniopsis Roalson & Boggan, 2005 (1 sp.)
- Goyazia Taub., 1896 (2 spp.)
- Heppiella Regel, 1853 (4 spp.)
- Kohleria Regel, 1847 (24 spp.)
- Mandirola Decne.,  (3 spp.)
- Monopyle Benth., 1876 (25 spp.)
- Moussonia Regel, 1847 (24 spp.)
- Niphaea Lindl., 1841 (3 spp.)
- Nomopyle Roalson & Boggan, 2005 (2 spp.)
- Pearcea Regel, 1867 (19 spp.)
- Phinaea Benth., 1876 (3 spp.)
- Seemannia Regel,  (4 spp.)
- Smithiantha Kuntze, 1891 (6 spp.)
- Solenophora Benth., 1840 (17 spp.)

- Sottotribù Ligeriinae - Distribuzione: dal Centro America all'Argentina (3 generi, oltre 80 specie)

- Paliavana Vand., 1788 (6 spp.)
- Sinningia Nees, 1825 (81 spp.)
- Vanhouttea Lem., 1845 (10 spp.)

- Sottotribù Sphaerorrhizinae - Distribuzione: Sud America (1 genere, 4 specie)

- Sphaerorrhiza Roalson & Boggan, 2005 (4 spp.)

- Tribù Napeantheae Wiehler, 1983 - Distribuzione: neotropicale (1 genere, 17 specie)
  - Napeanthus Gardn., 1843 (17 spp.)

- Tribù Titanotricheae W. T. Wang, 1990 - Distribuzione: Asia orientale (1 genere, 1 specie)
  - Titanotrichum Soler, 1909 (1 sp.)

### Filogenesi
Da un punto di vista filogenetico la tribù Titanotricheae è "basale" ossia "gruppo fratello" del resto della sottofamiglia, a sua volta la tribù Coronanthereae è "gruppo fratello" del resto della sottofamiglia. Classificazioni precedenti hanno descritto i generi della tribù Coronanthereae all'interno della sottofamiglia Coronantheroideae Wiehler, 1983 con la sola tribù Coronanthereae (Hans Wiehler 1983). In seguito ricerche molecolari hanno evidenziato uno stretto collegamento con i generi di questa sottofamiglia; tuttavia studi filogenetici successivi hanno dimostrato che i generi di questa tribù non sono precisamente collegati ai gruppi delle Gesnerioideae del Vecchio Mondo anche se diverse specie appartengono a questo areale.
Le tribù Beslerieae e Napeantheae sono "gruppo fratello" dell'altro gruppo formato dalle tribù Gesnerieae, Gloxinieae, Sinningieae e Episcieae e formano il "Beslerieae-Napeantheae clade" caratterizzato da un ovario supero. Probabilmente le due tribù Beslerieae e Napeantheae sono le più primitive del gruppo relativo al Nuovo Mondo della famiglia.
All'interno della famiglia Gesneriaceae la sottofamiglia Gesnerioideae insieme alla sottofamiglia Didymocarpoideae formano un "gruppo fratello", mentre la sottofamiglia Sanangoideae è "basale" per le Gesneriaceae.
Il gruppo delle Gesnerioideae si sono differenziate circa 36 milioni di anni fa.

### Alcune specie

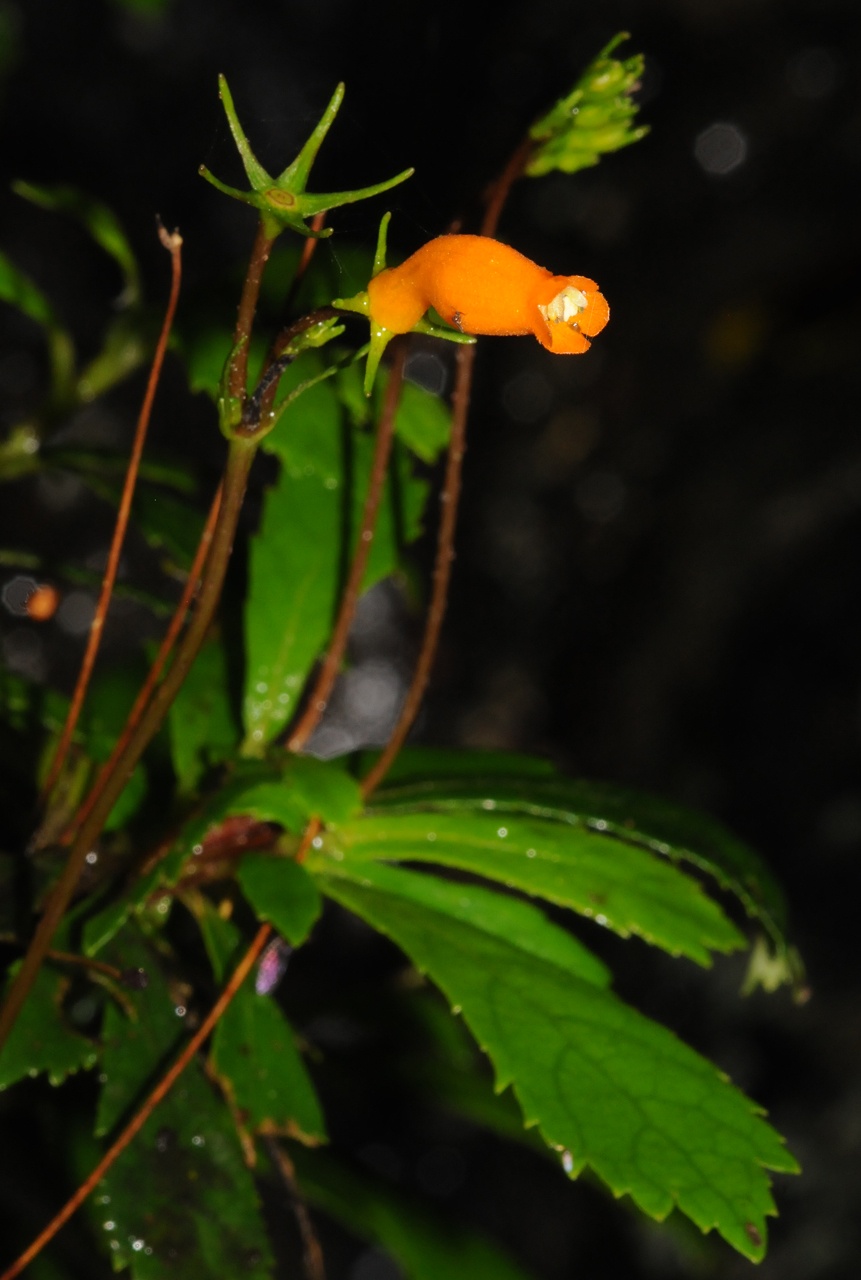
Gesneria pauciflora
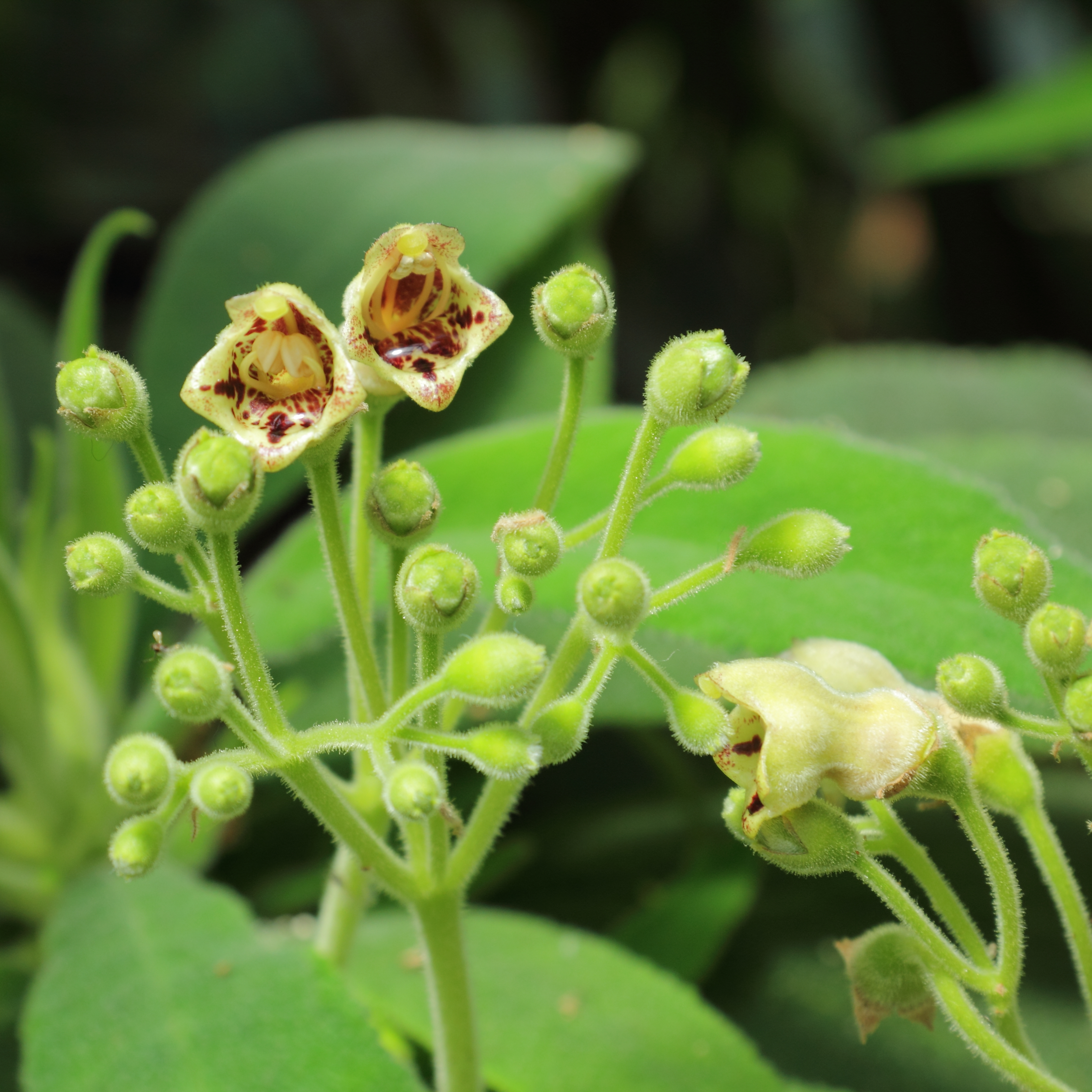
Rhytidophyllum exsertum
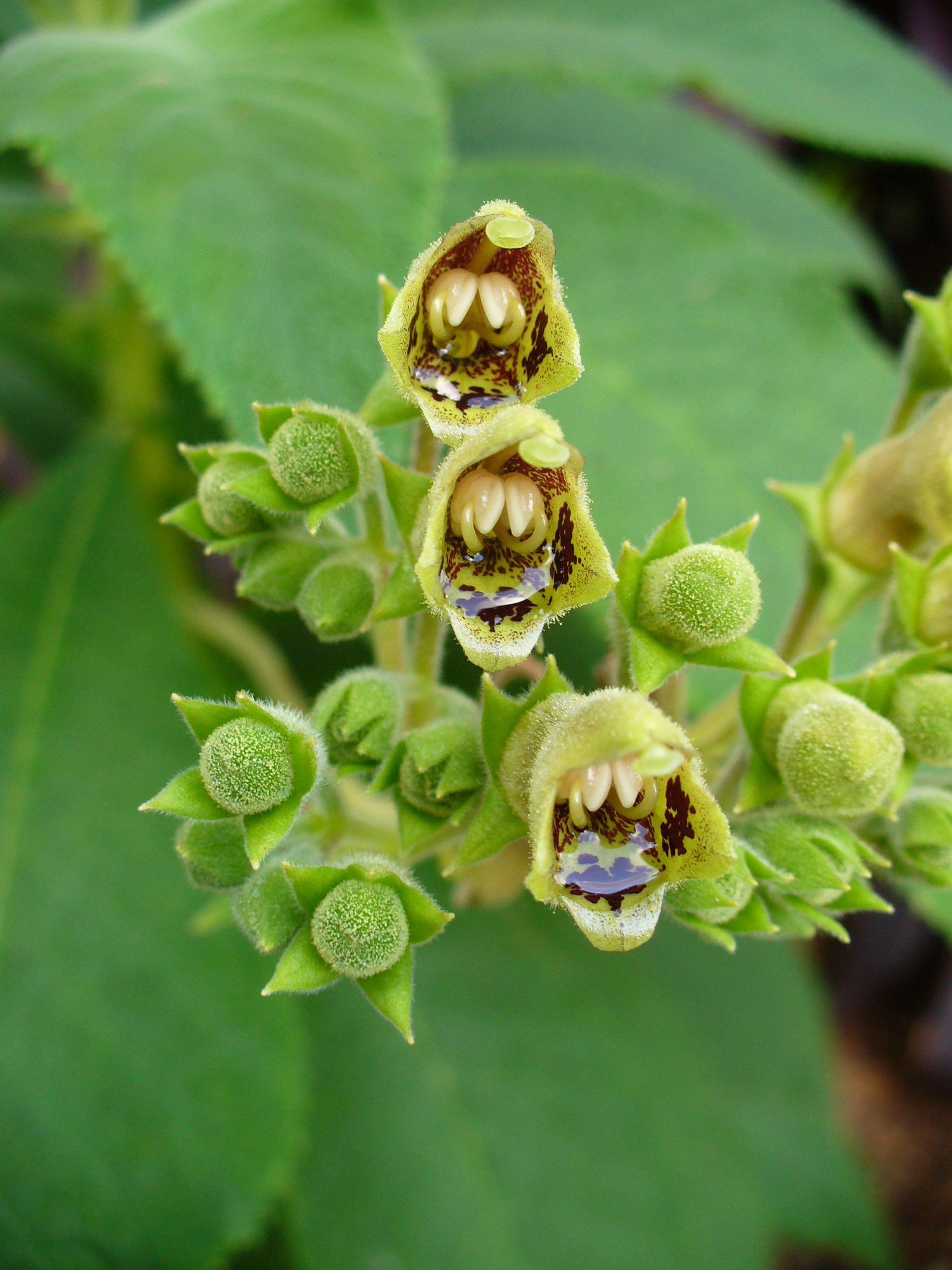
Rhytidophyllum tomentosum
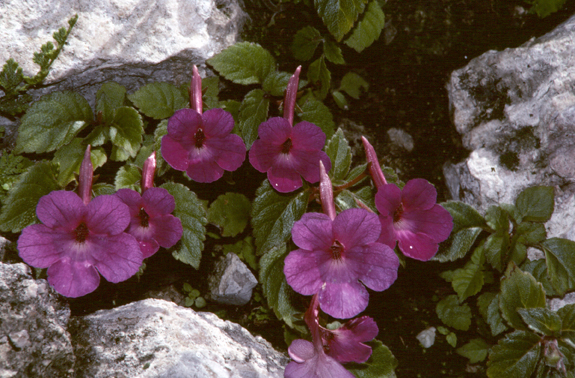
Achimenes grandiflora
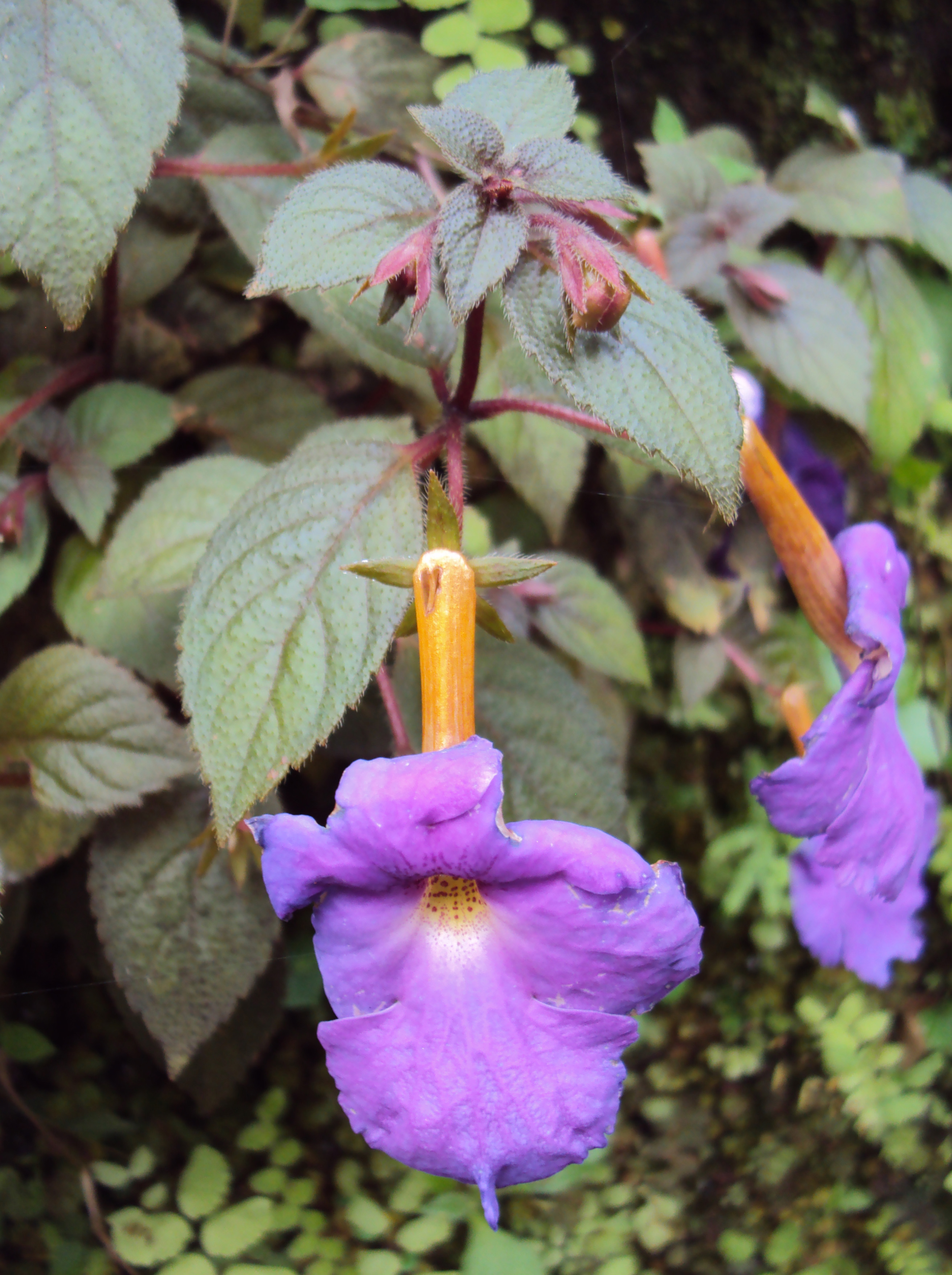
Achimenes longiflora
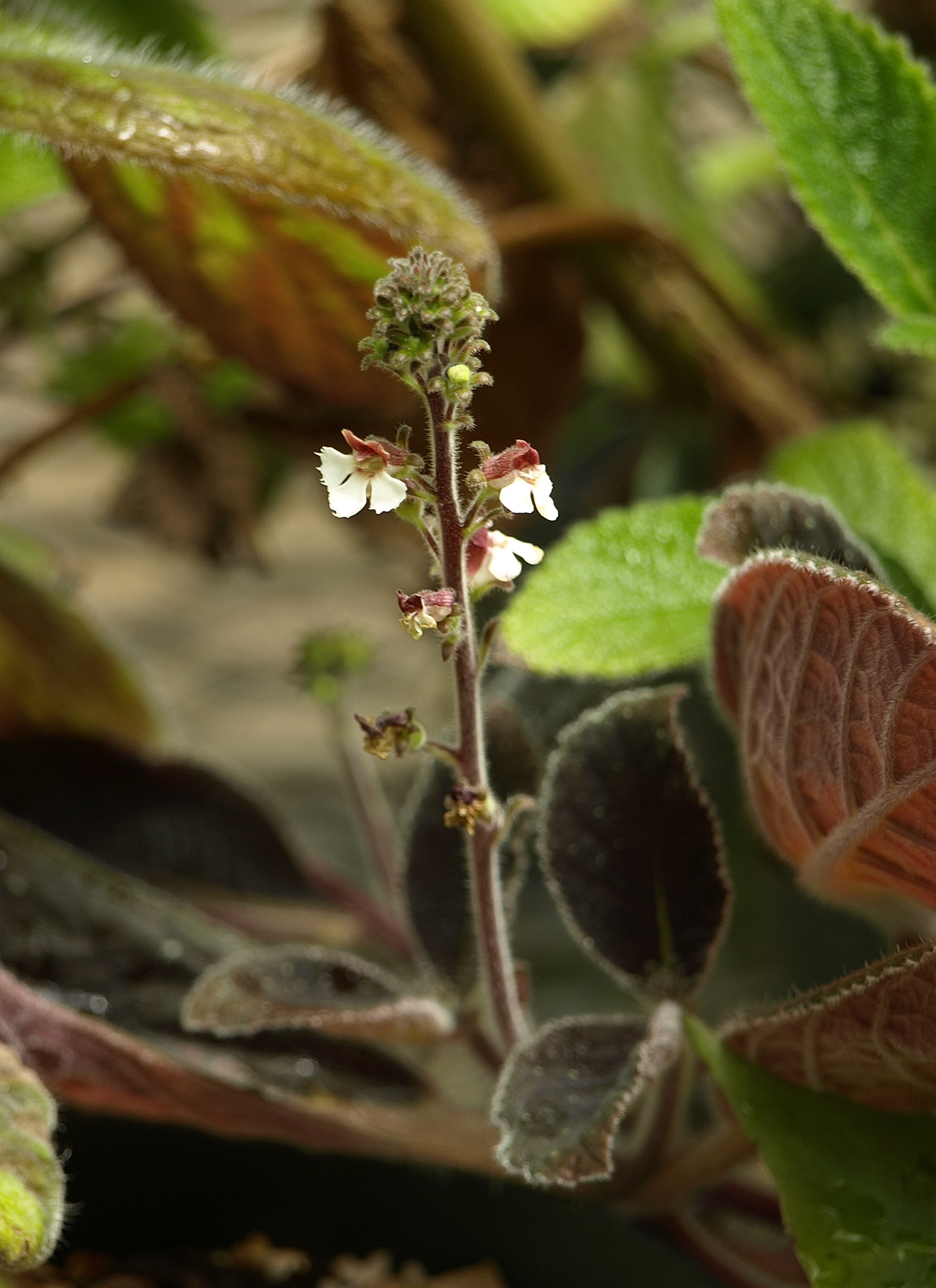
Gloxinia erinoides
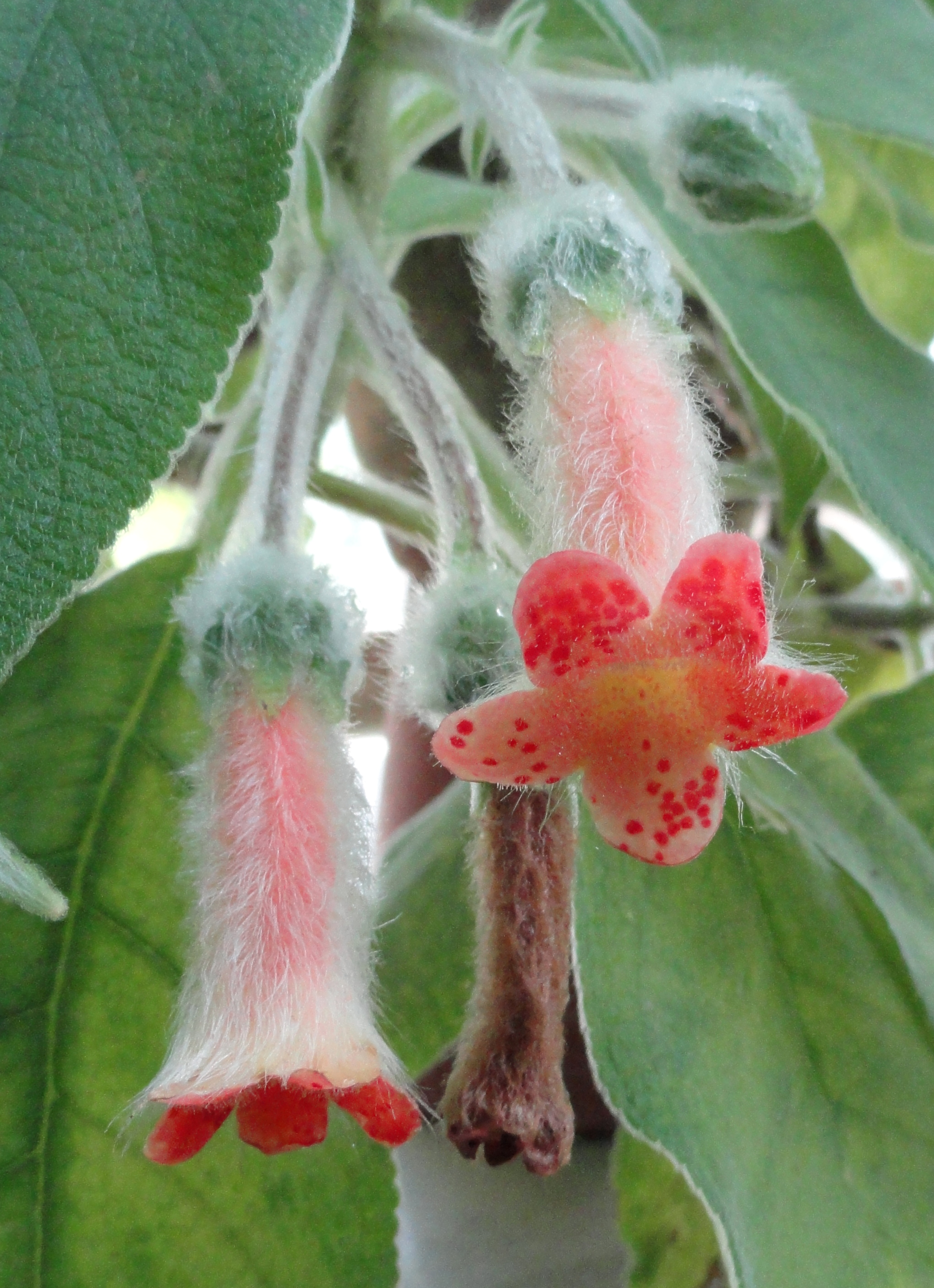
Kohleria peruviana
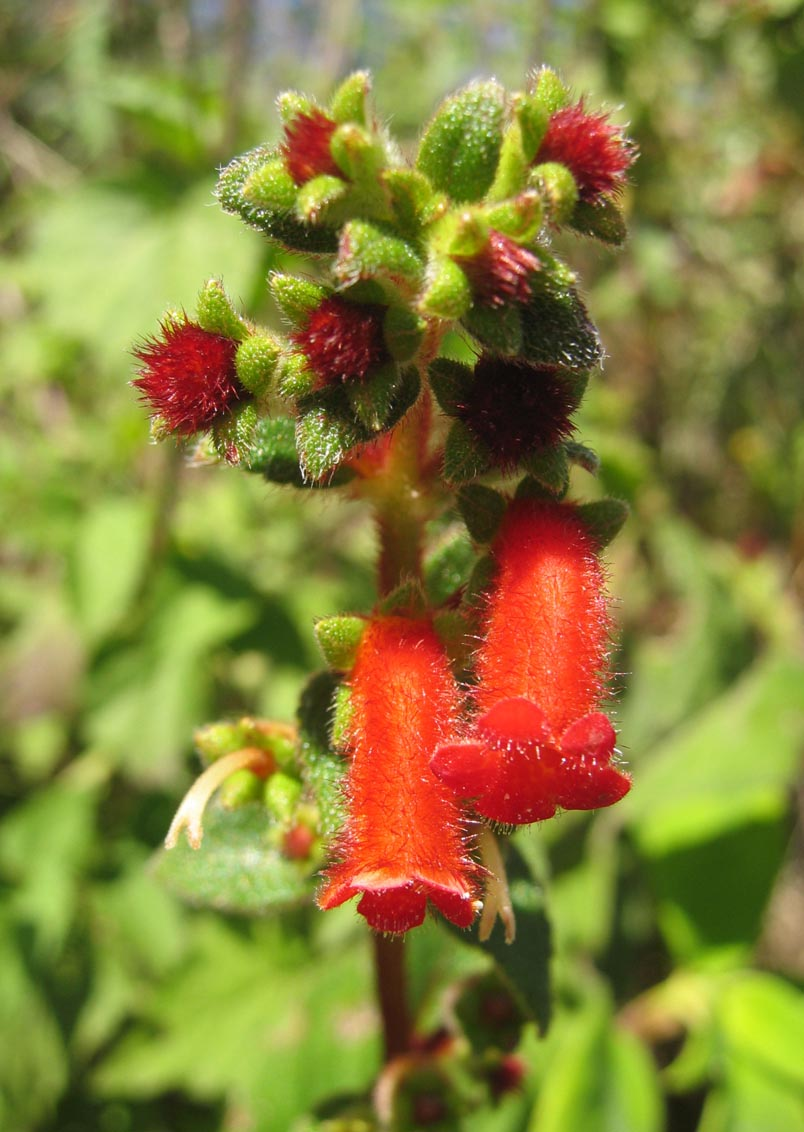
Kohleria spicata
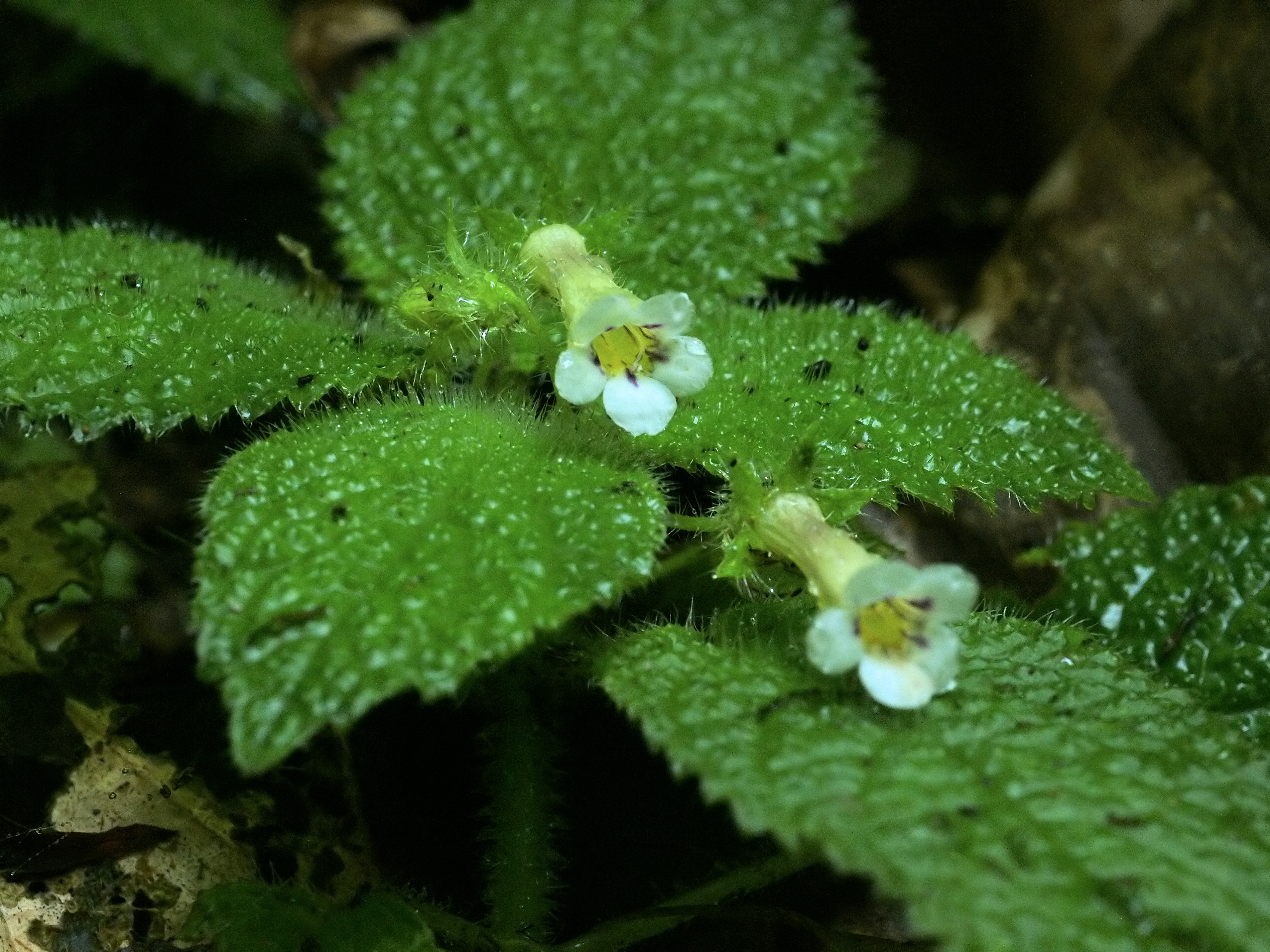
Diastema affine
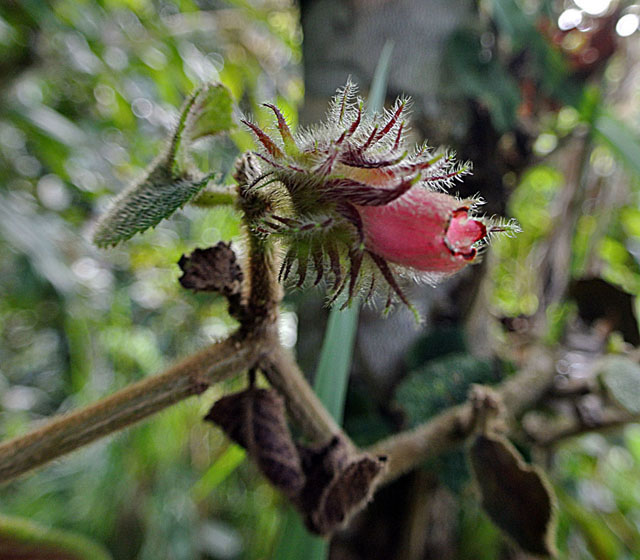
Alloplectus weirii
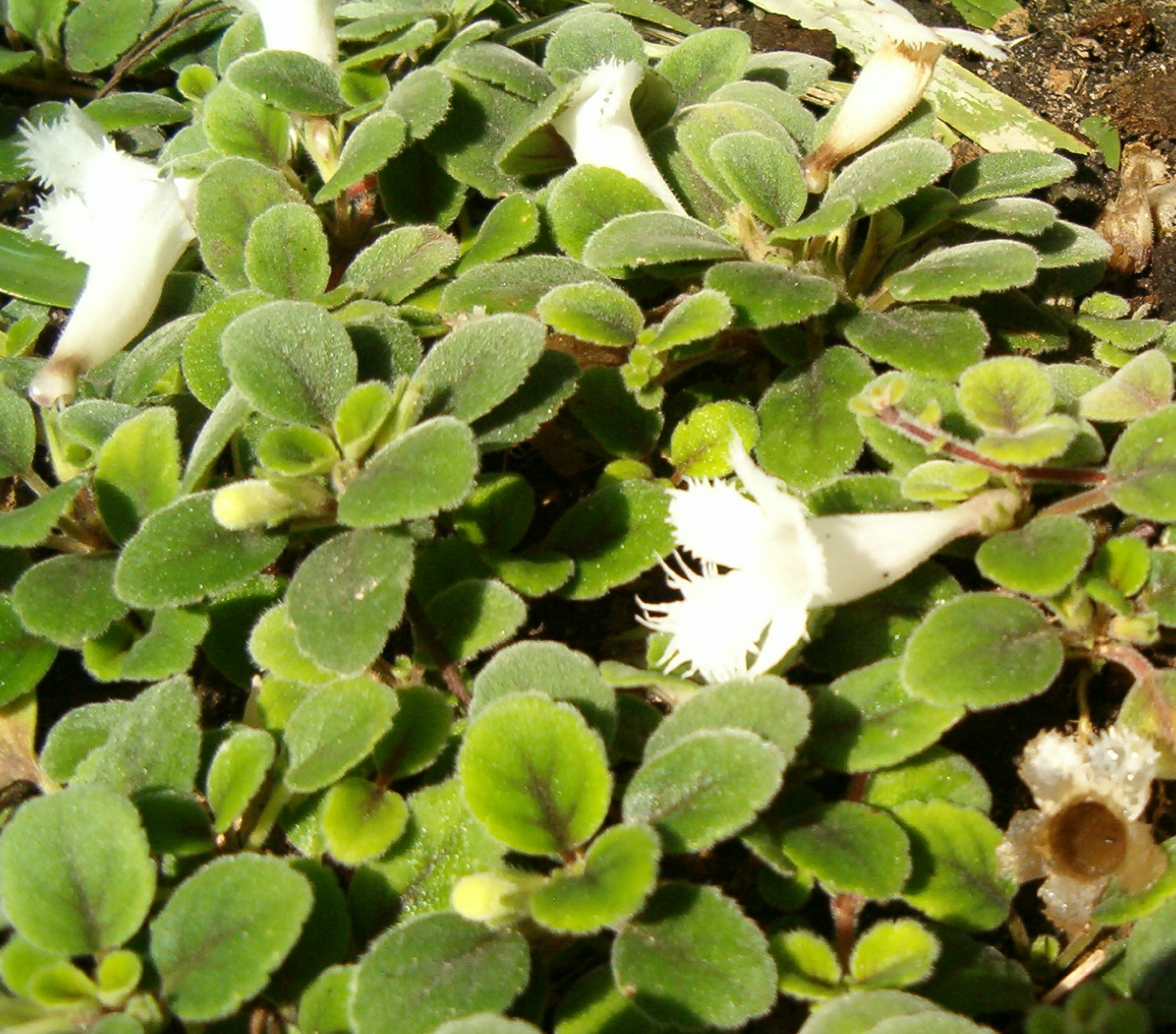
Alsobia dianthiflora
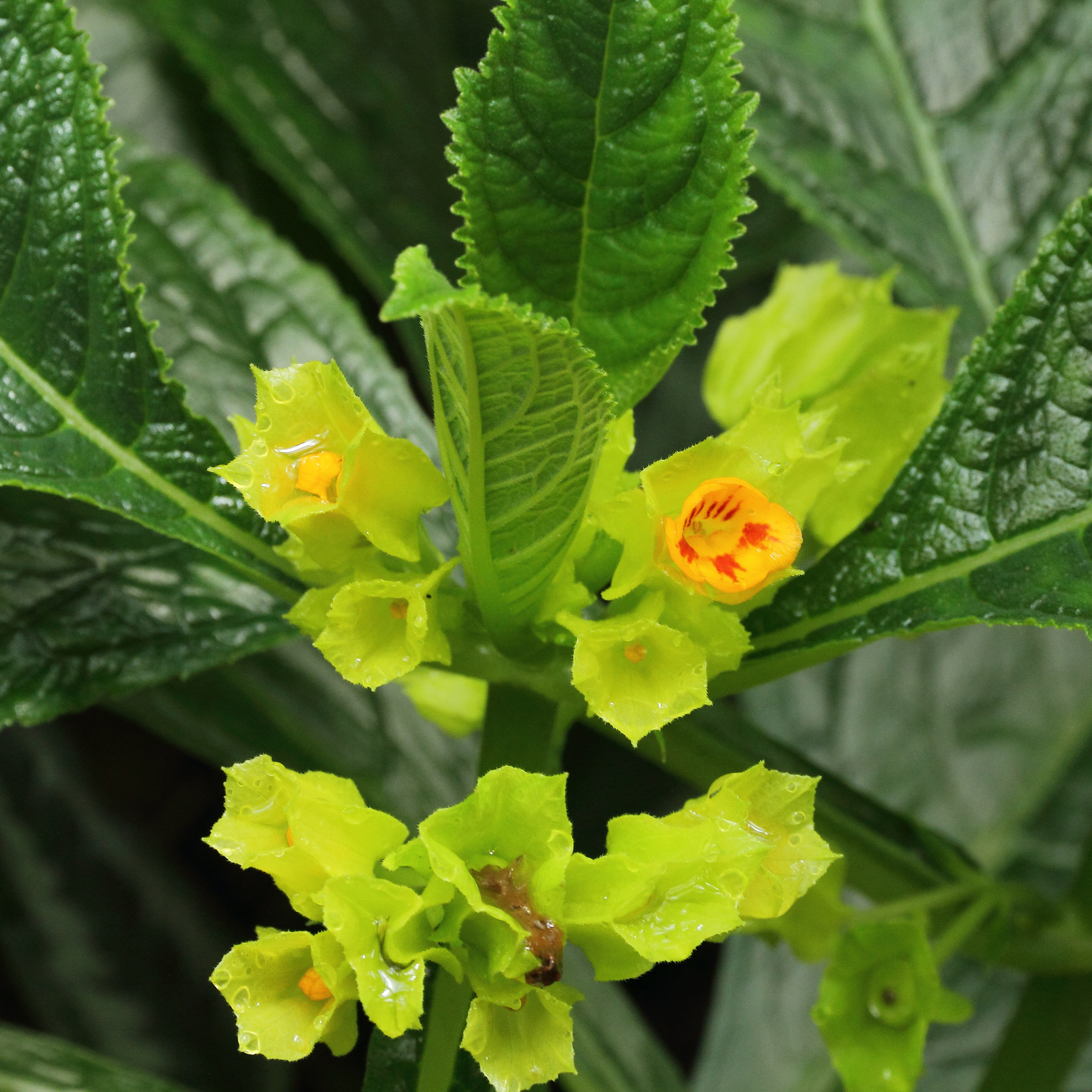
Chrysothemis friedrichsthaliana
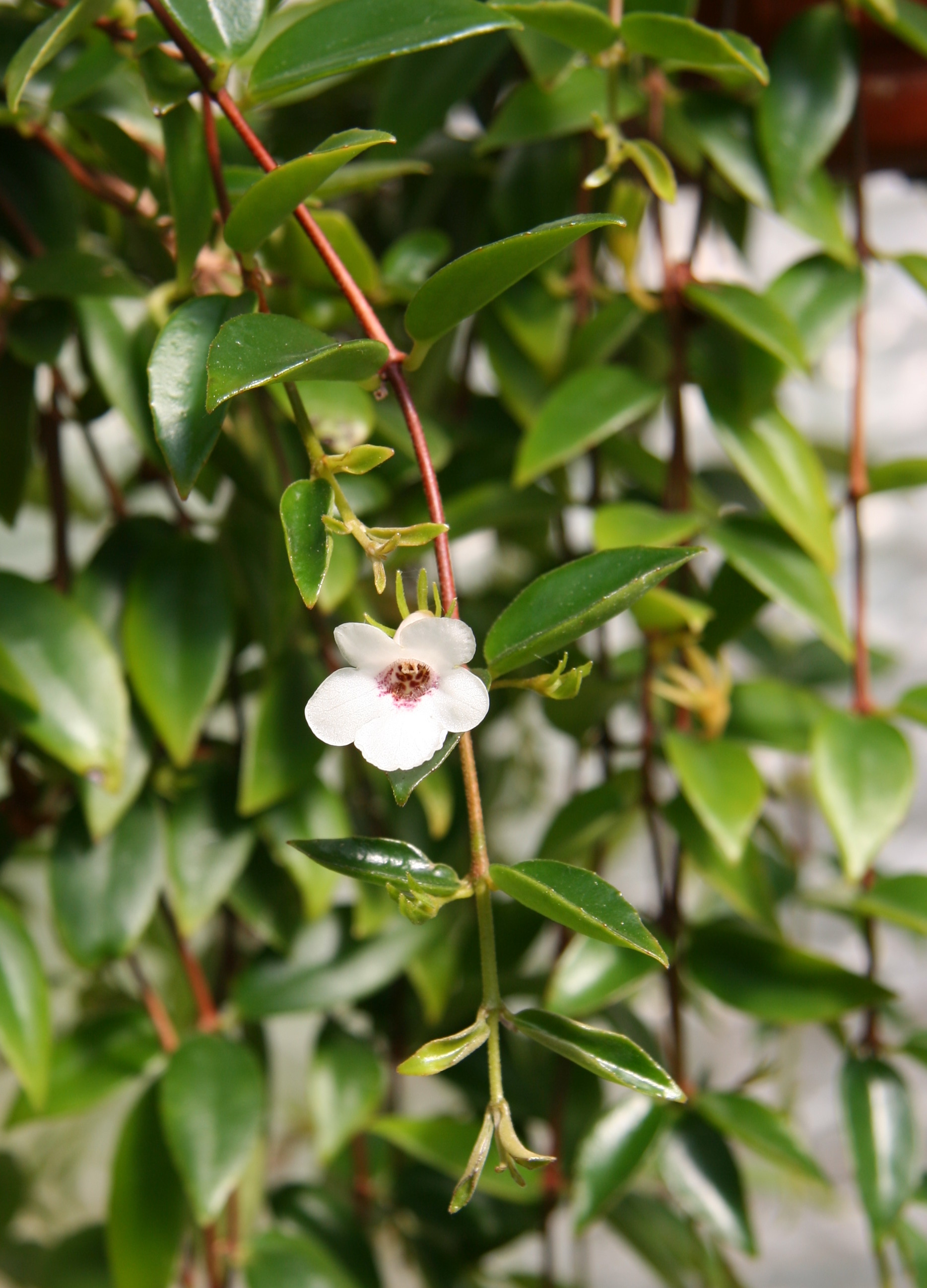
Codonanthe gracilis
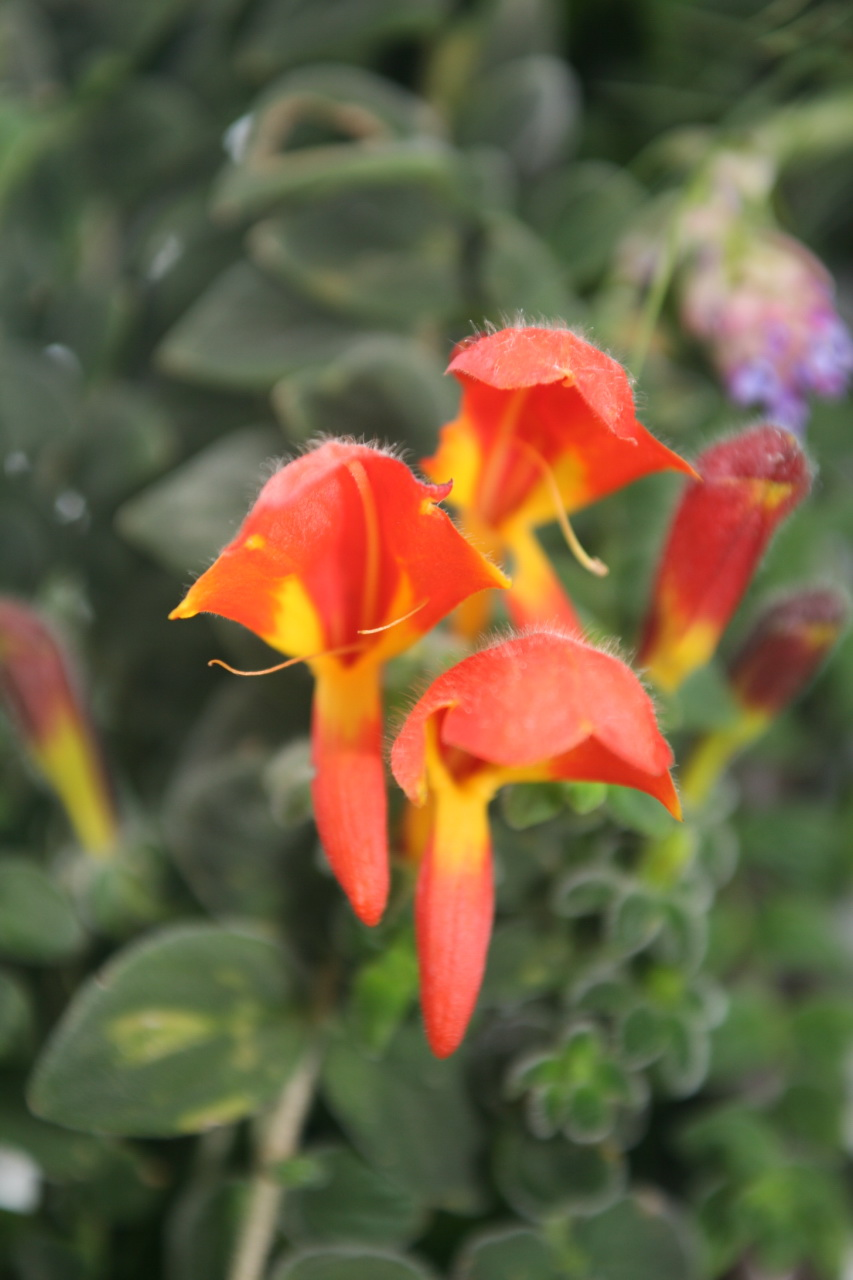
Columnea gloriosa
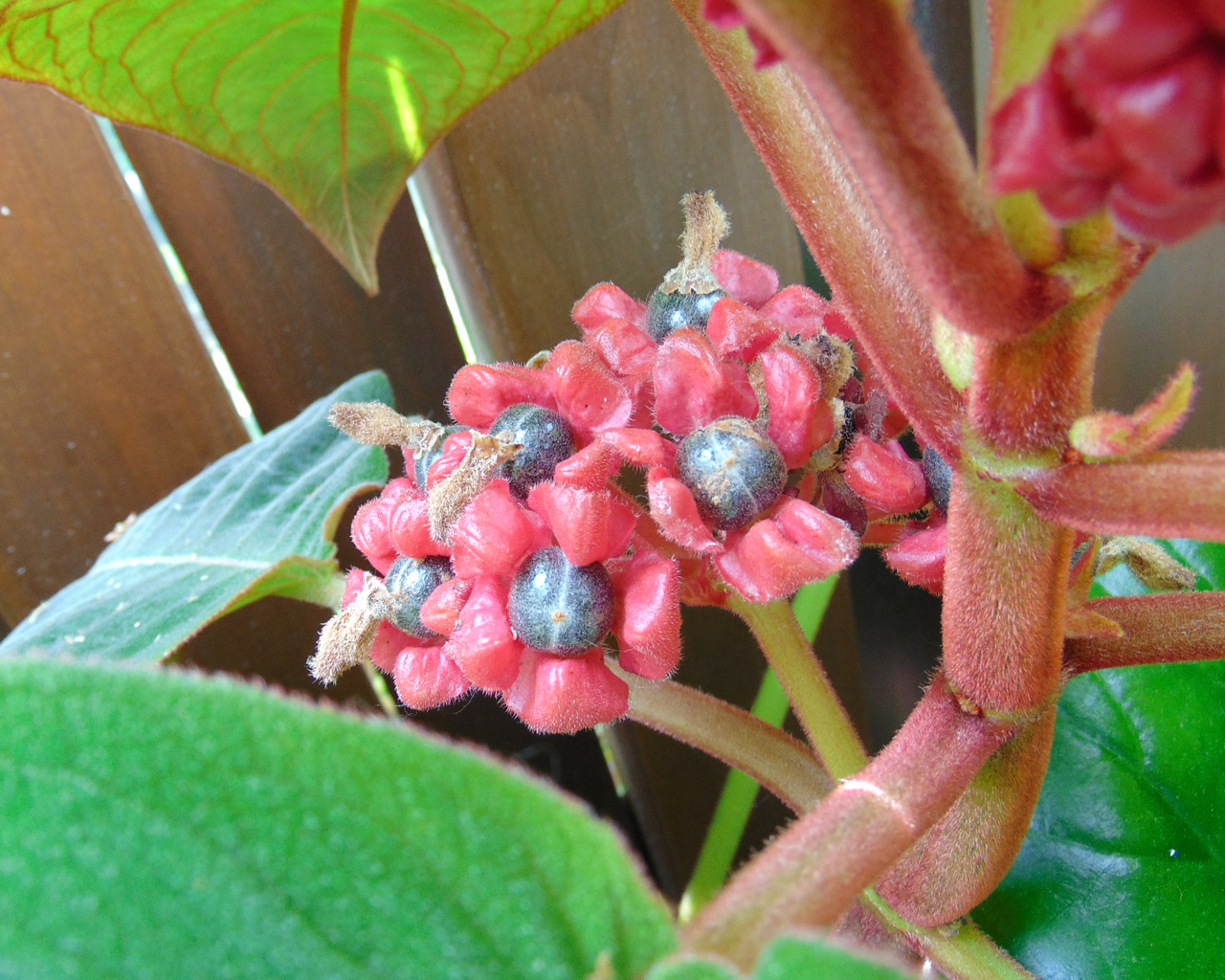
Corytoplectus capitatus
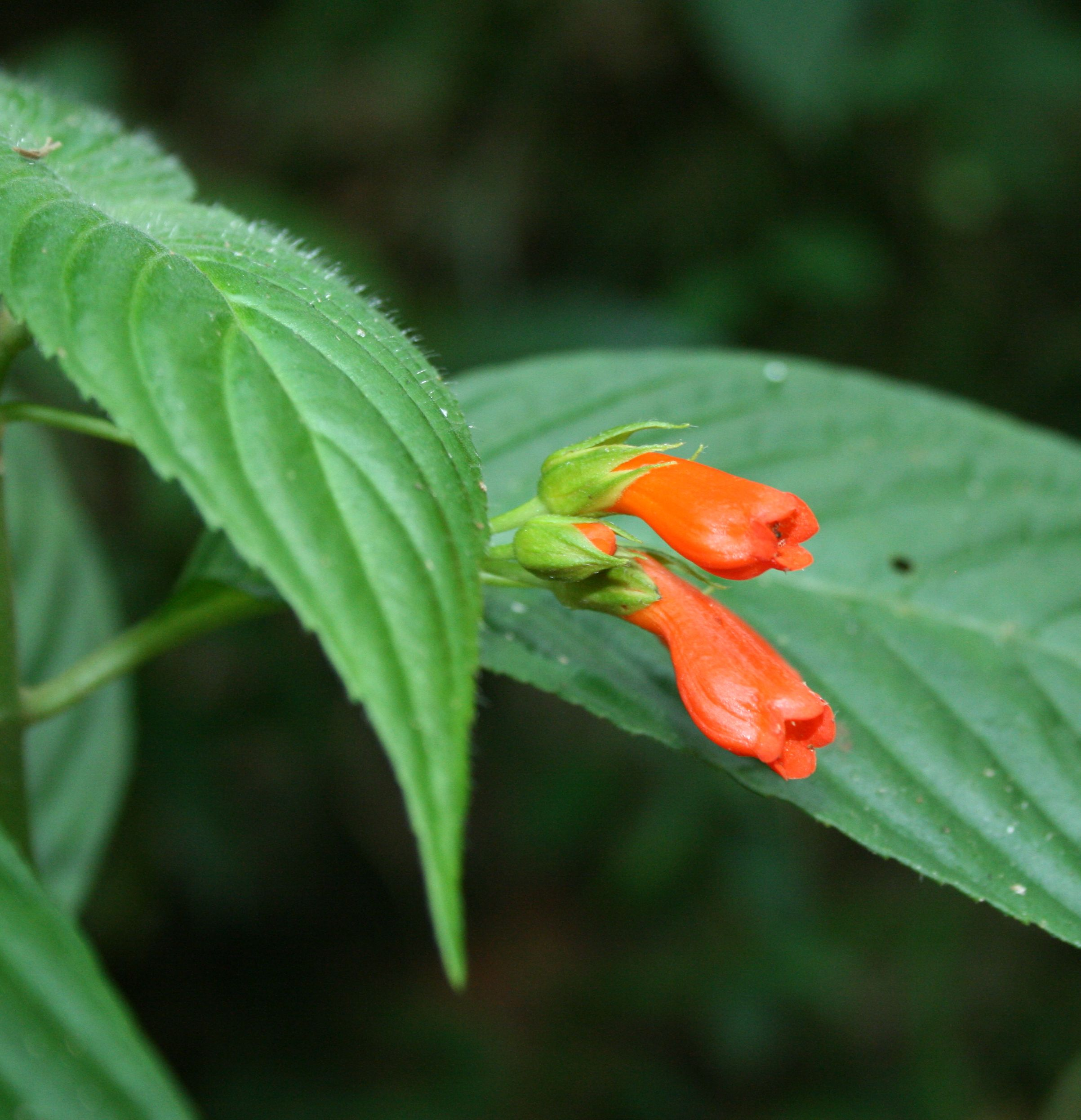
Besleria laxiflora
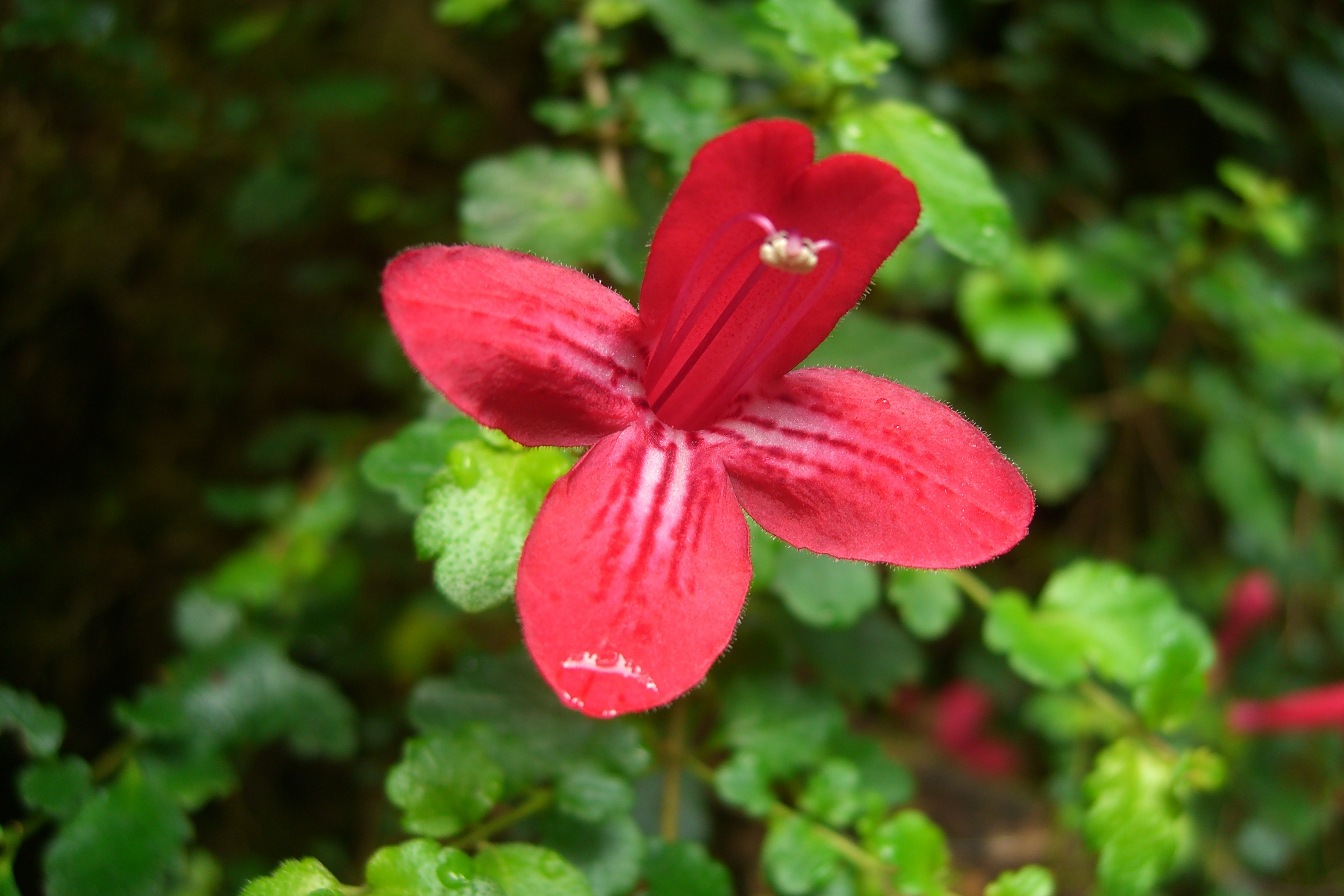
Asteranthera ovata